# ماري بورزمينسكي
ماري بورزمينسكي (من مواليد 12 نوفمبر 1960) هي عداءة المسافات المتوسطة الكندية. كانت قد شاركت في سباق 800 متر نساء في أولمبياد صيف عام 1988 . 

## روابط خارجية
- ماري بورزمينسكي على موقع الاتحاد الدولي لألعاب القوى (الإنجليزية)
- ماري بورزمينسكي على موقع الاتحاد الكندي لألعاب القوى (الإنجليزية)
- ماري بورزمينسكي على موقع اللجنة الأولمبية الدولية (الإنجليزية)
- ماري بورزمينسكي على موقع أوليمبيديا (الإنجليزية)
- ماري بورزمينسكي على موقع اللجنة الأولمبية الكندية (الإنجليزية)